# FK Metta
Maillots
Actualités
Le FK Metta est un club letton de football basé à Riga. Les "verts de Lettonie" évoluent en Virslīga, le plus haut échelon national.

## Histoire

### Historique du club
Le FS Metta voit le jour en 2006 en tant qu'école de football sans aucune équipe sénior et ne participant qu'à des tournois pour les équipes de jeunes. En 2007, en partenariat avec l'université de Lettonie, Metta engage une équipe fanion en deuxième division. En 2011, le club accède à la Virsliga et entre dans le monde professionnel.
Financièrement plus limité que les autres grands clubs de la capitale comme RFS ou Riga, le club se maintient depuis son accession en première division, jouant régulièrement les barrages de relégations et n'ayant jamais fini au dessus de la septième place. L'entraîneur de l'équipe est Andris Riherts, présent depuis la création du club (outre un court passage au Riga FC en 2021).
En 2020, Metta était l'équipe ayant la moyenne d'âge la plus jeune des ligues européennes.
Le club réalise une grande saison 2024, la meilleure de son histoire, en terminant septième en championnat, avec son plus grand total de victoires en première division depuis son accession en 2011,.

### Un club formateur
Metta est connu pour avoir l'une des meilleurs académies du football letton ayant notamment formé Raimonds Krollis et Lūkass Vapne, tous deux ayant porté le maillot de la sélection nationale lettone. Cette qualité de formation trouve ses fondations dans le partenariat qu'entretient toujours le club avec l'université de Lettonie, basé à Riga, et qui permet d'attirer des jeunes joueurs dans le cadre d'une scolarité mêlant performance sportive et excellence universitaire, comme le souhaite le club.

### Repères historiques
- 2006 : fondation du club sous le nom de FS Metta (Futbola skola Metta);
- 2007-2018: FS Metta/LU
- depuis 2019 : FK Metta (Futbola klubs Metta)

## Bilan sportif

### Palmarès
- Championnat de Lettonie de deuxième division (1)
  - Champion : 2011

### Bilan par saison
| Saison | Championnat | Championnat | Championnat | Championnat | Championnat | Championnat | Championnat | Championnat | Championnat | Championnat | Coupe de Lettonie   |
| Saison | Division    | Pos         | Pts         | J           | V           | N           | D           | BP          | BC          | Diff        | Coupe de Lettonie   |
| ------ | ----------- | ----------- | ----------- | ----------- | ----------- | ----------- | ----------- | ----------- | ----------- | ----------- | ------------------- |
| 2007   | 2e          | 4e          | 61          | 30          | 18          | 7           | 5           | 67          | 23          | +44         | Huitièmes de finale |
| 2008   | 2e          | 5e          | 48          | 28          | 13          | 9           | 6           | 43          | 27          | +16         | Huitièmes de finale |
| 2009   | 2e          | 6e          | 45          | 26          | 13          | 6           | 7           | 47          | 19          | +28         | —                   |
| 2010   | 2e          | 5e          | 36          | 22          | 10          | 6           | 6           | 42          | 25          | +17         | Huitièmes de finale |
| 2011   | 2e          | 1er         | 56          | 24          | 17          | 5           | 2           | 61          | 14          | +47         | Huitièmes de finale |
| 2012   | 1re         | 8e          | 29          | 36          | 7           | 8           | 21          | 39          | 82          | -43         | Huitièmes de finale |
| 2013   | 1re         | 9e          | 19          | 27          | 4           | 7           | 16          | 15          | 47          | -32         | Seizièmes de finale |
| 2014   | 1re         | 9e          | 16          | 36          | 3           | 7           | 26          | 26          | 69          | -43         | Seizièmes de finale |
| 2015   | 1re         | 7e          | 12          | 24          | 3           | 3           | 18          | 19          | 56          | -37         | Quarts de finale    |
| 2016   | 1re         | 7e          | 30          | 28          | 8           | 6           | 14          | 32          | 47          | -15         | Quarts de finale    |
| 2017   | 1re         | 7e          | 15          | 24          | 3           | 6           | 15          | 21          | 46          | -25         | Quarts de finale    |
| 2018   | 1re         | 7e          | 19          | 28          | 5           | 4           | 19          | 24          | 52          | -28         | Demi-finales        |
| 2019   | 1re         | 9e          | 26          | 32          | 6           | 8           | 18          | 35          | 60          | -25         | Huitièmes de finale |
| 2020   | 1re         | 9e          | 16          | 27          | 4           | 4           | 19          | 22          | 55          | -33         | Huitièmes de finale |
| 2021   | 1re         | 7e          | 20          | 28          | 5           | 5           | 18          | 33          | 55          | -22         | Huitièmes de finale |
| 2022   | 1re         | 9e          | 22          | 36          | 5           | 7           | 24          | 41          | 86          | -45         | Quarts de finale    |
| 2023   | 1re         | 9e          | 33          | 36          | 8           | 9           | 19          | 41          | 63          | -22         | Huitièmes de finale |
| 2024   | 1re         | 7e          | 36          | 36          | 10          | 6           | 20          | 34          | 76          | -42         | Quarts de finale    |

Légende
- Promotion en division supérieure
- Relégation en division inférieure

## Anciens joueurs
- Vladislavs Gabovs
- Gatis Kalniņš
- Vladislavs Kozlovs
- Raimonds Krollis
- Rendijs Sibass
- Lukass Vapne
- Oskars Vientiess
- Lamine